# تخفيف أعباء الديون
تخفيف أعباء الديون أو إلغاء الديون هي إعفاء جزئي أو كلي من الدين، إو إبطاء أو إيقاف نمو الدين العائد لأشخاص أو شركات أو أمم.
منذ العصور القديمة وحتى القرن التاسع عشر، أشار المصطلح إلى الديون الداخلية وتحديدا الديون الزراعية والتحرر من عبودية الديون. وأصبح يشير في أواخر القرن العشرين بشكل أساسي إلى ديون العالم الثالث، التي بدأت بالانفجار مع أزمة ديون أمريكا اللاتينية (المكسيك1982 إلخ). وفي بدايات القرن الواحد والعشرين، توسع لينطبق على الأفراد في البلدان النامية، نظرا «للفقاعات الائتمانية» و«فقاعات الإسكان».

## التخفيف الدولي لأعباء الديون

### تعويضات الحرب العالمية الأولى
عُلِّقت دفعات ديون الحرب التي يدفعها حلفاء الحرب العالمية الأولى إلى أمريكا عام 1931 (فقط فنلندا أتمت الدفع بالكامل) وطلب الرأي العام الأمريكي استئناف الدفعات بسبب ظرف الإعانة الأمريكية بعد الحرب. علقت ألمانيا دفعات التعويض المستحقة وفق معاهدة فرساي عام 1919 لبريطانيا وفرنسا وغيرها، بالإضافة للقروض المستحقة للولايات المتحدة، وقد رأى المستشار كونراد أديناور أن المصلحة الدائمة ستتطلب استئناف الدفع. وتعد اتفاقية الديون الألمانية الخارجية عام 1953 التي استأنفت تعويضات الحرب الألمانية مثالا بارزا عن التخفيف الدولي لأعباء الديون.

### ديون البلدان الأقل تطورا
كان تخفيف أعباء الديون للبلدان النامية الأقل تطورا وذات المديونية الكبيرة موضوع حملة في التسعينيات أطلقها تحالف واسع بين منظمات التنمية غير الحكومية والمنظمات المسيحية وغيرها، تحت شعار اليوبيل 2000. كانت هذه الحملة بما فيها مثلا المظاهرات عام 1998عند اجتماع الدول الصناعية الثمانية في برمنغهام ناجحة في دفع مسألة تخفيف أعباء الديون إلى أجندات الحكومات الغربية والمنظمات الدولية كصندوق النقد الدولي والبنك الدولي. وأطلقت مبادرة البلدان الفقيرة المثقلة بالديون أساسا لتحقيق تخفيف منظم لأعباء الديون للدول الأكثر فقرا، محاولة أثناء ذلك التأكد بأن المال سينفَق على خفض الفقر.
يخضع برنامج البلدان الفقيرة المثقلة بالديون إلى شروط تشابه الشروط المرافقة لقروض صندوق النقد الدولي والبنك الدولي، متطلبة إصلاحات تنظيم بنيوية وأحيانا خصخصة لخدمات عامة كالماء والكهرباء. ولتكون الدول مؤهلة لتخفيف أعباء قروض دائمة يجب عليها أيضا أن تحافظ على استقرار الاقتصاد الكلي وأن تطبق إستراتيجية مقبولة لخفض الفقر لسنة على الأقل، وقد تعرضت بعض الدول لضغوط لتقليل الإنفاق على قطاعات الصحة والتعليم تحت هدف تخفيض التضخم. وبينما يعتبر البنك الدولي هذا المبادرة ناجحة، فإن بعض العلماء ينتقدونها بشدة.
تعد مبادرة تخفيف أعباء الديون متعددة الأطراف امتدادا للمبادرة السابقة؛ وقد جرى التوافق عليها في اجتماع الدول الصناعية الثمانية في غلين إيغلز في يوليو 2005. إذ تقدم إلغاء 100% من الديون متعددة الأطراف التي تدين بها دول برنامج الدول الفقيرة المثقلة بالديون للبنك الدولي وصندوق النقد الدولي وبنك التنمية الإفريقي.

### الجدل ضد تخفيف أعباء الديون
يحاجج المعارضون لتخفيف أعباء الديون بأنها شيك على بياض للحكومات، ويخشون عدم وصول المدخرات إلى الفقراء في البلدان المنكوبة بالفساد. ويقول آخرون أن بعض الدول ستستمر وستقترض المزيد اعتقادا بأن هذه الديون أيضا ستُعفى منها في وقت ما من المستقبل، ويستخدمون هذه الأموال لتعزيز ثروة وسلطة الأغنياء، الذين سيستثمر العديد منهم هذه الأموال في الدول الغنية، وبهذا لن تحدث حتى تأثير انتقال الفوائد نحو الأسفل. ويقولون بأن من الأفضل بكثير إنفاق المال في مشاريع إعانة محددة تساعد الفقراء بالفعل، ويقولون بأنه سيكون من غير العادل لبلدان العالم الثالث التي تدير ائتماناتها بشكل ناجح، أو التي لا تنخرط بالدين في المقام الأول. أي، أنها تشجع عمليا حكومات العالم الثالث على زيادة الإنفاق لكي تتلقى تخفيفًا لأعباء الديون في المستقبل. ويعترض آخرون على الشروط المرافقة لتخفيف أعباء الديون، فشروط التعديل البنيوي هذه لها تاريخ، خصوصا في أمريكا اللاتينية، في توسيع الهوة بين الفقراء والأغنياء بالإضافة لزيادة الاعتماد على شمال العالم.

## تخفيف أعباء الديون الشخصية

### الأصول
وجد تخفيف أعباء الديون في عدد من المجتمعات القديمة:
- ذكر إعفاء الديون في كتاب سفر اللاويين (مخطوط مسيحي يهودي) الذي يشاور فيه الرب موسى في إلغاء الديون في حالات محددة في كل سنة يوبيل، في نهاية سنة راحة الأرض 'شميتا'، وهي السنة الأخيرة من سبع سنوات زراعية أو من 49 سنة زراعية ويعتمد ذلك على التفسير.
- وجد نفس الموضوع في نص قديم ثنائي اللغة بلغتي الحيثيين والحوريين وعنوانه «أغنية الإعفاء من الدين».[5]
- وجد الإعفاء من الديون أيضا في أثينا القديمة، إذ أنشأ المشرّع سولون في القرن السادس قبل الميلاد مجموعة من القوانين سميت «رفع الأعباء» التي ألغت جميع الديون وكان لها أثر رجعي بإلغاء الديون السابقة التي سببت العبودية والقنانة، محررة ديون العبيد والأقنان.

بالإضافة لذلك، يؤيد القرآن (كتاب المسلمين) الإعفاء من الديون لمن لا يستطيع دفعها كعمل خيري ولتغفر ذنوب المقرض، وجاء الأمر بالآية التالية: وَإِنْ كَانَ ذُو عُسْرَةٍ فَنَظِرَةٌ إِلَى مَيْسَرَةٍ وَأَنْ تَصَدَّقُوا خَيْرٌ لَكُمْ إِنْ كُنْتُمْ تَعْلَمُونَ.

### الوقت المعاصر
خلال السنوات التي سبقت الأزمة الاقتصادية عام 2007-2008 في الولايات المتحدة الأمريكية، ارتفعت القروض الشخصية غير السكنية (قروض السيارات والبطاقات الائتمانية والقروض الطلابية إلخ) بشدة لتصل إلى 2.05 تريليون دولار تقريبا في بداية عام 2003 لتصل إلى الذروة 2.71 تريليون دولار في الربع الرابع عام 2008. ولم تصل الديون الشخصية غير المؤمنة إلى هذا الحد مجددا حتى الربع الثالث من عام 2012. ومنذ ذلك الوقت ازدادت الديون الشخصية غير المؤمنة بثبات لتصل 3.76 تريليون دولار في نهاية الربع الثالث من عام 2017. والتغيير الكبير الآخر في الديون الشخصية غير المؤمنة هو أن جزء متزايد منها هو الآن ديون القروض الطلابية، من 12% في الربع الأول من عام 2003 حتى 53% في الربع الثالث من عام 2017.
إن الحجم المتزايد من سوق الديون الشخصية غير السكنية والتسهيلات التي يمكن بها للشخص الحصول على رصيد شخصي أدى لبعض الزبائن للوقوع بالتأخر عن تسديد الأقساط. وفي الربع الثالث 2017 كانت معدلات التأخر عن الدين في القروض الطلابية هي الأعلى (تأخر لتسعين يوما أو أكثر) مع وقوع 7.6% تقريبا من ديون قروض الطلاب في هذا الأمر، أما معدلات تأخر الدين فكانت كبيرة بالنسبة لديون البطاقات الائتمانية بمعدل 4.6% ولقروض السيارات 2.4%.
وعندما يتأخر الزبائن عن سداد الدفعات، فلديهم عدة خيارات لإيفاء الدين، إما بشكل كامل أو أجزاء، الطريقة الأولى هي إعلان الإفلاس الأمر الذي له تأثير مباشر بوقف أي دفعات إلى المقرضين؛ إن السبيلين الرئيسيين بخصوص الإفلاس للفرد في الولايات المتحدة هما الفصل 13 والفصل 7 من قانون الإفلاس. والخيار الآخر هو توحيد هذه الديون في قرض واحد، يعرف عموما باسم القرض الموحد. يعني تخفيف أعباء الدين على مستوى الفرد بشكل أساسي المفاوضات من أجل تخفيض الدين عن طريق الزبون أو عن طريق وكالة تسوية قروض، ومن خلال هذا التدبير، يوافق الزبون على دفع كمية ثابتة من النقود إلى الدائن (عموما حسم على دينهم المستحق) إما دفعة واحدة أو وفق برنامج دفعات. جرى على صناعة تسوية الديون تدقيق قانوني هام منذ بدايتها وحدث فيها تغيرات طبقتها عام 2010 هيئة التجارة الفيدرالية. ولأن ترتيبات الديون الشخصية صناعة مقوننة بشكل كبير، تحث هيئة التجارة الفيدرالية الزبائن للبحث الجيد وإيجاد مستشار ائتماني مستقل لإرشادهم خلال العملية.

### معاملة الضرائب
وفقا لقانون الضرائب في الولايات المتحدة، تعامل الديون المعفاة كدخل، لأنها تخفض الالتزامات وترفع صافي أصول دافع الضرائب. وفي سياق بروز فقاعة الإسكان في الولايات المتحدة، ينص قانون إعفاء القروض الرهنية وتخفيف الديون لعام 2007 أن الدين المعفى على مسكن رئيسي لا يعامل كدخل، وذلك للقروض المعفاة في فترة السنوات الثلاثة بين 2007-2009. وقد مد قانون الاستقرار الاقتصادي الطارئ لعام 2008 هذه الفترة ثلاث سنوات لتصبح 6 بين عامي 2007-2012.

## الإفلاس والقروض بدون حق الرجوع
إن الآلية الأساسية لتخفيف أعباء الدين في المجتمعات الحديثة هي الإفلاس، إذ يُعلن مقترض لا يستطيع الدفع أو يختار ألا يدفع رسمياً عن إفلاسه ويتفاوض حول دَينه، أو يباشر الدائن هذا الأمر. وكجزء من إعادة هيكلة الديون، تعدل شروط القرض؛ الأمر الذي قد يؤدي إلى تقليل قيمة الدين العالق، وفي حال اختار المدين سبيل الإفلاس رغم قدرته على إيفاء الدين، فيدعى هذا الإفلاس الاستراتيجي.
يمكن التخلف عن دفع ديون محددة بدون إفلاس عام، وهذه هي القروض غير المؤمنة، وهي القروض الرهنية الأبرز في النطاق القضائي للقانون العام كالولايات المتحدة. ويدعى اختيار التخلف عن دفع الدين رغم القدرة على إيفائه بالتخلف الاستراتيجي.